# Episodi di Una mamma per amica (quinta stagione)
La quinta stagione della serie televisiva Una mamma per amica, composta da 22 episodi, è andata in onda negli Stati Uniti sul canale The WB dal 21 settembre 2004 al 17 maggio 2005.
In Italia è stata trasmessa da Italia 1 dal 31 maggio 2005 al 29 luglio 2005.
| nº | Titolo originale              | Titolo italiano                     | Prima TV USA      | Prima TV Italia |
| -- | ----------------------------- | ----------------------------------- | ----------------- | --------------- |
| 1  | Say Goodbye to Daisy Miller   | Il momento perfetto                 | 21 settembre 2004 | 31 maggio 2005  |
| 2  | A Messenger, Nothing More     | Ambasciator non porta pena          | 28 settembre 2004 | 1º giugno 2005  |
| 3  | Written in the Stars          | Scritto nelle stelle                | 5 ottobre 2004    | 2 giugno 2005   |
| 4  | Tippecanoe and Taylorm Too    | Il salvatore della città            | 12 ottobre 2004   | 3 giugno 2005   |
| 5  | We Got Us a Pippi Virgin      | L'uscita a quattro                  | 19 ottobre 2004   | 6 giugno 2005   |
| 6  | Norman Mailer, I'm Pregnant   | L'uomo hot-dog                      | 26 ottobre 2004   | 7 giugno 2005   |
| 7  | You Jump, I Jump, Jack        | La brigata della vita e della morte | 2 novembre 2004   | 8 giugno 2005   |
| 8  | The Party's Over              | La festa è finita                   | 9 novembre 2004   | 9 giugno 2005   |
| 9  | Emily Says Hello              | Inviti segreti                      | 16 novembre 2004  | 10 giugno 2005  |
| 10 | But Not a s Cute as Pushkin   | Il giorno oscuro                    | 30 novembre 2004  | 13 giugno 2005  |
| 11 | Women of Questionable Morals  | Tutta colpa della neve              | 25 gennaio 2005   | 14 giugno 2005  |
| 12 | Come Home                     | Il fantasma dell'albergo            | 1º febbraio 2005  | 15 giugno 2005  |
| 13 | Wedding Bell Blues            | La ragazza ideale                   | 8 febbraio 2005   | 16 giugno 2005  |
| 14 | Say Something                 | Tutti ne parlano, nessuno lo sa     | 15 febbraio 2005  | 17 giugno 2005  |
| 15 | Jews and Chinese Food         | Un amico, solo un amico             | 25 febbraio 2005  | 20 giugno 2005  |
| 16 | So… Good Talk                 | L'undicesimo comandamento           | 1º marzo 2005     | 21 giugno 2005  |
| 17 | Pulp Friction                 | Coppia libera?                      | 8 aprile 2005     | 22 giugno 2005  |
| 18 | To Live and Let Diorama       | Un interesse nascosto               | 19 aprile 2005    | 1º luglio 2005  |
| 19 | But I'm A Gilmore!            | Ti presento i miei                  | 26 aprile 2005    | 8 luglio 2005   |
| 20 | How Many Kropogs to Cape Cod? | L'ospite d'onore                    | 3 maggio 2005     | 15 luglio 2005  |
| 21 | Blame Booze and Melville      | Una casa per Luke                   | 10 maggio 2005    | 22 luglio 2005  |
| 22 | A House Is Not a Home         | I colpi di testa di Rory            | 17 maggio 2005    | 29 luglio 2005  |

## Il momento perfetto
- Titolo originale: Say Goodbye to Daisy Miller
- Diretto da: Amy Sherman-Palladino
- Scritto da: Amy Sherman-Palladino

### Trama
Rory e Lorelai litigano perché Rory ha fatto l'amore con Dean pur sapendo che lui è sposato. Rory, per allontanarsi il più possibile dalla madre dopo il litigio, decide di passare l’estate in Europa con Emily, la quale intanto annuncia ufficialmente alla figlia e alla nipote che lei e Richard si stanno separando. Lorelai e Luke cominciano a fare i primi passi per costruire la loro relazione, ma Luke è costretto ad allontanarsi dalla città per dare una mano a sua sorella e suo cognato con il lavoro.

## Ambasciator non porta pena
- Titolo originale: A Messenger, Nothing More
- Diretto da: Daniel Palladino
- Scritto da: Daniel Palladino

### Trama
Mentre è in viaggio con Emily, Rory scrive una lettera a Dean spiegandogli che quella notte per lei è stata importante e che, nonostante l'amore che prova per lui, sarebbe stato meglio per tutti se si fosse messa da parte. La lettera, però, viene trovata da Lindsay e i due si lasciano. Rory va a trovare Dean per vedere come sta, ma viene accusata da lui di averlo già lasciato una volta e ora di averlo abbandonato ed essere andata in Europa. Lorelai, per non pensare al litigio con la figlia, si concentra sul lavoro, stressandosi ancora di più. Alla fine, madre e figlia si riconciliano. Intanto, Luke ritorna in città e prova a salutare Lorelai con un bacio, ma vengono interrotti dalla parata cittadina.

## Scritto nelle stelle
- Titolo originale: Written in the Stars
- Diretto da: Kenny Ortega
- Scritto da: Amy Sherman-Palladino

### Trama
Luke e Lorelai finalmente escono per il loro primo vero appuntamento, ma, dopo aver passato la notte insieme, vengono scoperti dai cittadini di Stars Hollow e Taylor mette la loro storia come ordine del giorno del consiglio comunale. Ciò fa indispettire tantissimo Luke.
Rory ritorna a Yale per cominciare il secondo anno accademico e incontra Logan, un ragazzo molto ricco per cui Marty aveva lavorato come barista: tra i due nasce subito un’accesa discussione riguardo al denaro e alle posizioni sociali, che però lascia entrambi colpiti da questa nuova conoscenza.
La sera Paris organizza una veglia per la morte del suo professore-amante.
Quando, alla veglia, Marty chiede a Rory se ha un ragazzo, lei prende la macchina e va a casa di Dean, che, nonostante la loro discussione, è felice di vederla e la fa entrare.

## Il salvatore della città
- Titolo originale: Tippecanoe and Taylor Too
- Diretto da: Lee Shallat Chemel
- Scritto da: Bill Prady

### Trama
Jackson si candida a sindaco perché infuriato con Taylor ma ben presto si accorgerà che questo non è il suo mondo. Dean e Rory hanno difficoltà a trovare un posto per starsene tranquilli, Rory cerca di farsi avanti con Dean, ma finiscono per litigare perché Dean non vuole che siano visti in giro per non far soffrire Lindsay, anche se poi si riappacificano. Lane confessa a Zack i sentimenti che ha per lui, lui non reagisce. Nell'episodio si può sentire per circa due minuti il singolo My Happy Ending di Avril Lavigne.

## L'uscita a quattro
- Titolo originale: We Got Us a Pippi Virgin
- Diretto da: Steve Clancy
- Scritto da: Daniel Palladino

### Trama
Lorelai organizza un doppio appuntamento tra lei, Luke, Dean e Rory, che però non va troppo bene. La serata diventa tesa quando Luke esprime senza scrupoli ciò che pensa di Dean e lo picchia con un gioco sciocco inventato da Lorelai per farli andare d'accordo: questo fa infuriare Rory nei confronti di Luke. Zack ancora non reagisce alla dichiarazione di Lane, così quest'ultima si rimangia tutto, dando a Zack una scossa che lo porterà finalmente ad agire.

## L'uomo hot-dog
- Titolo originale: Norman Mailer, I'm Pregnant
- Diretto da: Matthew Diamond
- Scritto da: James Berg e Stan Zimmerman

### Trama
Norman Mailer visita la locanda e Sookie annuncia di essere incinta del secondo figlio. Rory scopre l'esistenza di una "setta segreta" all'interno del college, La brigata della Vita e della Morte, di cui nessuno è mai riuscito a scoprire nulla e vedendo una foto in una vecchia edizione del giornale in cui appare anche il nonno di Logan decide di indagare per scrivere uno scoop nel giornale del college. Affronta il ragazzo per avere ulteriori informazioni, lui inizialmente nega, ma alla fine decide di aiutarla.
Christopher chiama Lorelai e chiede il suo aiuto: la compagna è partita improvvisamente e definitivamente per Parigi, lasciandolo solo con Gigi ed è in preda all'ansia. Lorelai lo aiuta volentieri ma quando racconta l'accaduto a Rory, quest'ultima si reca dal padre per chiedergli di lasciare in pace la madre, perché ora con Luke è felice e solitamente quando lui si intromette finisce male.

## La brigata della vita e della morte
- Titolo originale: You Jump, I Jump, Jack
- Diretto da: Kenny Ortega
- Scritto da: Daniel Palladino

### Trama
I Gilmore insistono per conoscere Luke, il quale prima partecipa ad una cena con la signora Gilmore. Emily molto diplomaticamente fa capire a Luke di considerarlo non adatto alla loro classe sociale (e quindi a Lorelai). In seguito l’uomo viene invitato per una partita di golf con Richard, il quale cerca di convincerlo ad aprire una catena di ristoranti.
Lane e Zach hanno il loro primo appuntamento in casa loro, dove a fine serata si scambiano il primo bacio.
Rory, per scrivere uno scoop, si fa coinvolgere da Logan in una particolare avventura che la porterà a conoscere la "brigata della vita e della morte": durante quest’esperienza, i due si avvicinano e si dimostrano molto più intrigati l’uno dall’altro di quanto pensassero inizialmente.

## La festa è finita
- Titolo originale: The Party's Over
- Diretto da: Eric Laneuville
- Scritto da: Amy Sherman-Palladino

### Trama
Emily e Richard, che considerano Dean non adatto a Rory, organizzano un party per gli ex alunni di Yale e i loro figli maschi per farle fare nuove conoscenze. Sebbene lei capisca presto quali sono le loro intenzioni, alla festa incontra nuovamente Logan: i due si avvicinano ancora e, grazie a lui, alla fine si diverte lo stesso. Luke invita Lorelai per una cena romantica, ma a rovinarla ci sono sua sorella e il marito che hanno appena litigato.
Dean arriva fuori casa dei nonni a prendere Rory e vedendola ben vestita in compagnia di Logan e dei suoi amici si sente fuori luogo e rende conto di non appartenere a quel mondo e alla vita di Rory, non più, decidendo di lasciarla: Logan è nuovamente lì per lei e la consola. Lorelai assiste con disappunto al ritorno a casa della figlia vedendola scendere dalla limousine di Logan visibilmente alticcia.

## Inviti segreti
- Titolo originale: Emily Says Hello
- Diretto da: Kenny Ortega
- Scritto da: Rebecca Kirshner

### Trama
Emily va ad un appuntamento con un altro uomo. Invitato da Lorelai, Christopher arriva a Stars Hollow con Gigi per pranzare con Lorelai all'insaputa di Rory e padre e figlia finiscono per litigare. Marty prova a rivelare i suoi sentimenti per Rory, ma lei non lo sente essendosi addormentata e non prova comunque lo stesso per il ragazzo.

## Il giorno oscuro
- Titolo originale: But Not as Cute as Pushkin
- Diretto da: Michael Zinberg
- Scritto da: Amy Sherman-Palladino

### Trama
Rory mostra ad una studentessa della Chilton la vita a Yale, ma combinerà un disastro dietro l'altro. Lorelai viene a conoscenza del "giorno oscuro" di Luke.
Logan inscena con due amici una dichiarazione d'amore a Rory durante un corso. Per questo Rory chiede l'aiuto di suo nonno per organizzare uno scherzo ai danni di Logan. 
Marty è arrabbiato con Rory perché lei lo considera solo un amico e non capisce i sentimenti che prova per lei.

## Tutta colpa della neve
- Titolo originale: Women of Questionable Morals
- Diretto da: Matthew Diamond
- Scritto da: Daniel Palladino

### Trama
Christopher tenta di fare pace con Rory e va a trovarla a Yale, inizialmente con scarsi risultati, ma poi fanno pace. Lorelai trascorre la notte a "consolare" Christopher, sconvolto per la morte di suo padre. Tuttavia, presa dai sensi di colpa non dice la verità a Luke. Richard e Emily hanno una breve riconciliazione quando si occupano di una cagnolina smarrita.

## Il fantasma dell'albergo
- Titolo originale: Come Home
- Diretto da: Kenny Ortega
- Scritto da: Jessica Queller

### Trama
Richard scopre durante una riunione di lavoro che Emily frequenta un altro uomo e durante il tragitto per recarsi ad una festa vede la moglie parlare con l'uomo e la tampona (di proposito). Tornati a casa Richard dice a Emily che non vuole tornare nella dépendance ma vuole tornare insieme a lei. Così la coppia si riunisce e decidono di organizzare una festa per rinnovare le promesse nuziali. La band di Lane viene invitata in casa Kim per l'anno lunare. Intanto nell'albergo sembra esserci un fantasma che si intrufola nelle camere.
Rory si mostra sempre più interessata a Logan e, con la scusa di aiutarlo per un articolo, lo incontra e spera in un invito da parte sua ad andare insieme ad una festa, ma rimane delusa quando questo non succede. Emily si presenta a casa di Christopher e gli fa notare che Lorelai ha una relazione con un uomo che lei non ritiene minimamente adatto a lei e che lui è l'unica persona che può cambiare le cose in quanto pensa ancora che accanto alla figlia dovrebbe esserci lui, così gli consegna l'invito per la festa ed esce dalla casa. Lorelai, dopo aver sentito le strane rimostranze di Jackson che si lamenta del lavoro extra di Sookie alla locanda, scopre che il fantasma dell'albergo è proprio Sookie che si trattiene nelle camere libere per ritagliarsi un po' di spazio, visto che a casa non può farlo.

## La ragazza ideale
- Titolo originale: Wedding Bell Blues
- Diretto da: Amy Sherman-Palladino
- Scritto da: Amy Sherman-Palladino

### Trama
Emily e Richard rinnovano le loro promesse nuziali. Durante il ricevimento, Rory dice a Logan che gli piace e gli chiede se la inviterà mai ad uscire e lui risponde che anche lei gli piace, ma non ha mai fatto nessuna mossa perché sa che lei è una ragazza da storia seria, cosa per cui crede di non essere adatto: dopo aver deciso di iniziare una storia senza impegno, i due si appartano a baciarsi. Lorelai, Luke e Christopher li scoprono e subito dopo questi ultimi iniziano a litigare per Rory e Lorelai, incrinando il rapporto tra lei e Luke.

## Tutti ne parlano, nessuno lo sa
- Titolo originale: Say Something
- Diretto da: Daniel Palladino
- Scritto da: Daniel Palladino

### Trama
Rory aspetta che Logan si faccia sentire dopo quello che è successo al matrimonio dei nonni, ma nulla. Lo chiama e viene invitata da lui nel suo appartamento, tuttavia, invece che trovare un'accoglienza intima Rory trova Logan che sta giocando a poker con dei suoi amici.
Lorelai è caduta in depressione in quanto Luke prima le chiede "tempo", successivamente la lascia definitivamente perché crede che il rapporto con la sua famiglia sarà sempre un ostacolo per loro. Per questo Rory accorre in suo aiuto, grazie a Logan che le presta la sua limousine e l'autista perché lei non ha a disposizione l'auto. Intanto Taylor distribuisce fiocchi rosa e azzurri in giro per Stars Hollow in modo che la gente si schieri con Lorelai o con Luke. Una volta che lei torna a Yale, Logan e Rory si danno appuntamento per vedersi da soli.
Alla fine dell'episodio Lorelai chiama Luke in cerca di aiuto da parte del suo migliore amico, ma successivamente si pente del suo comportamento infantile e lo manda via, dicendogli che rispetta la sua decisione di rompere.

## Un amico, solo un amico
- Titolo originale: Jews and Chinese Food
- Diretto da: Matthew Diamond
- Scritto da: Amy Sherman-Palladino

### Trama
Rory va a cena con Marty, Logan, Colin, Finn e altri loro amici e, a fine serata, Marty rivela a Rory ciò che prova per lei, ma lei lo rifiuta e gli dice che le piace Logan. Mentre Luke e Lorelai si occupano dell'organizzazione di una recita scolastica per i bambini, Logan va a trovare Rory nella sua stanza e i due passano la loro prima notte insieme.

## L'undicesimo comandamento
- Titolo originale: So… Good Talk
- Diretto da: Jamie Babbit
- Scritto da: Lisa Randolph

### Trama
Lorelai si rifiuta di parlare con Emily dopo quello che lei ha fatto durante il rinnovo delle promesse con Richard.
Luke continua a mantenere le distanze da Lorelai e lei ci soffre tantissimo, per tanto Sookie fa di tutto per farla uscire di casa e divertirsi. Rory racconta alla madre della storia che sta nascendo tra lei e Logan, di cui è molto felice, così Lorelai le chiede di incontrarlo di nuovo in circostanze migliori della prima volta.
Zack voleva fare l'amore con Lane, ma lei non lo aveva capito e vuole farlo prima di sposarsi, come insegnatole dalla madre. Lorelai spiega a suo padre che sua madre l'ha ferita e che, per colpa sua, lei e Luke si sono lasciati.
Richard allora fa capire ad Emily che se vogliono che le cose con Lorelai tornino come prima devono accettare la scelta della figlia, così la donna va al locale di Luke per spiegargli che, anche se a lei lui continuerà a non piacere e non appoggia la sua storia con Lorelai, vuole che sua figlia sia felice, chiedendogli di tornare con lei e promettendo di non intromettersi più.
Luke così va a casa di Lorelai, entra e la bacia appassionatamente.

## Coppia libera?
- Titolo originale: Pulp Friction
- Diretto da: Michael Zinberg
- Scritto da: James Berg e Stan Zimmerman

### Trama
Andando a fare spese con Lorelai, Rory vede Logan con un'altra ragazza seduti ad un Café. Ad un party a tema Quentin Tarantino, inizia una nuova fase nella relazione tra Logan e Rory: i due infatti continuano a essere una coppia aperta, ma Logan dimostra della gelosia nei confronti di Rory, che è andata alla festa insieme a Robert, un suo amico, dimostrando sempre più interesse a stare con lei. Michel vince un camper ad un quiz televisivo. Ora che Luke e Lorelai sono tornati insieme, lei può finalmente tornare alla tavola calda. Emily nel frattempo va da Luke convinta che lui non abbia capito che avrebbe dovuto rimettersi con la figlia. Lui però chiama Lorelai che si precipita al locale e si arrabbia con la madre in quanto la vuole fuori dalla sua vita.

## Un interesse nascosto
- Titolo originale: To Live and Let Diorama
- Diretto da: Jackson Douglas
- Scritto da: Daniel Palladino

### Trama
Luke aiuta Taylor Doose ad allestire un museo in una vecchia casa di un defunto, ma fa questo solo perché vorrebbe quella casa. Rory, Paris e Lane cominciano a bere durante l'inaugurazione del museo quando pensano agli uomini della loro vita.
Dean viene chiamato da Taylor per dare una mano al museo e consiglia a Luke di non legarsi troppo a Lorelai, perché lei si stuferà e cercherà altro, lasciando l'uomo pensieroso. Rory si ubriaca, e piangendo tra le braccia della mamma, confessa che Logan non l'ha più chiamata.

## Ti presento i miei
- Titolo originale: But I'm A Gilmore!
- Diretto da: Michael Zinberg
- Scritto da: Amy Sherman-Palladino

### Trama
Lorelai chiede aiuto a Luke per gestire la cucina del Dragonfly perché Sookie è costretta a letto a causa dalla gravidanza, ma quest’ultima non è felice di questa decisione, infatti va alla locanda in una camera e si fa portare di nascosto tutti i pasti cucinati da Luke per non rischiare che qualcosa vada storto. Questo farà innervosire Luke. Rory dice a Logan che ha capito che una relazione non esclusiva non fa per lei, così lui decide di provare ad impegnarsi sul serio con lei e la storia tra i due diventa quindi una cosa seria. In seguito, Rory incontra Honor, la sorella di Logan, e poi lui la porta a cena a casa Huntzberger, che però le fanno chiaramente capire che la ritengono non all'altezza della loro famiglia. Per farsi perdonare Mitchum, il padre di Logan, le offre di fare un tirocinio in un giornale che ha acquistato da poco.

## L'ospite d'onore
- Titolo originale: How Many Kropogs to Cape Cod?
- Diretto da: Jamie Babbit
- Scritto da: Rebecca Kirshner e Bill Prady

### Trama
Rory comincia a lavorare col padre di Logan, Mitchum Huntzberger. Emily e Richard, dopo essere venuti al corrente che Rory aveva partecipato a una cena con i genitori di Logan, organizzano una cena per il ragazzo, alla quale vuole partecipare anche Lorelai per conoscere anch'essa Logan. Emily fa promettere a Lorelai che se va a quella cena deve andare a tutte quelle seguenti come una volta. Alla cena Emily e Richard si mostrano molto favorevoli all’unione tra Logan e Rory, mentre Lorelai dice loro di non fare pressioni perché sono ancora molto giovani e anche perché non vede di buon occhio Logan. Un imprenditore mostra interesse per il Dragonfly e Lorelai accarezza per la prima volta il piacere del successo lavorativo insieme alla notizia che presto verrà pubblicato un articolo sulla locanda su un'importante rivista.

## Una casa per Luke
- Titolo originale: Blame Booze and Melville
- Diretto da: Jamie Babbit
- Scritto da: Daniel Palladino

### Trama
Il figlio di Sookie nasce in anticipo. Luke scopre che Kirk vuole comprare la casa che prima ospitava il museo di Taylor (andato in fallimento perché non vi erano visitatori), la stessa casa che lui voleva comprare per andare a viverci con Lorelai. Decide allora di chiedere agli anziani chi secondo loro dovrebbe acquistare la casa e questi pensano che debba comprarla Luke.
Lorelai porta alla madre la rivista sul Dragonfly: quando Emily legge le cose che ha detto Lorelai su di lei va su tutte le furie.
Rory, dopo che Mitchum Huntzberger le ha detto chiaramente che secondo lui non ha la stoffa per fare la giornalista, va amareggiata e scoraggiata alla festa di fidanzamento della sorella di Logan. Rory e Logan decidono di rubare uno yacht per fare una fuga romantica, ma vengono arrestati e passano una notte in prigione.

## I colpi di testa di Rory
- Titolo originale: A House Is Not a Home
- Diretto da: Amy Sherman-Palladino
- Scritto da: Amy Sherman-Palladino

### Trama
Dopo che Mitchum Huntzberger le ha detto che non è portata per fare a giornalista, Rory decide di lasciare Yale perché non è più sicura di quello che vuole fare veramente nella vita. Lorelai è amareggiata da questa decisione e dal reato che la figlia ha commesso e soprattutto dalla decisione di Rory di andare a vivere dai nonni, ai quali aveva chiesto aiuto per convincerla a non abbandonare gli studi, ma che hanno invece appoggiato Rory a sua insaputa. Così, distrutta, Lorelai va da Luke e, mentre lui mostra il suo supporto per la situazione di Rory, lei gli chiede di sposarlo.